# NGC 159
NGC 159 (ook wel PGC 2073 of ESO 150-11) is een balkspiraalstelsel in het sterrenbeeld Phoenix.
NGC 159 werd op 28 oktober 1834 ontdekt door de Britse astronoom John Herschel.